# 存款證書
大额存单（certificates of deposit，CDs），即存款證書、存款凭证、存款單，是商业銀行定期存款的一種，通常由銀行及存款機構所發行的財務產品。存款證書與一般的活期存款同樣是受到保障和幾乎沒有風險，不同之處在於大额存单期限不低于7天，金额为整数，通常在到期之前可以转让。

## 美国
大额单最早产生于20世纪60年代的美国。 

## 中国大陆
中国人民银行1996年颁布实施《大额可转让定期存单管理办法》（银发〔1996〕405号文印发）。2015年6月2日中国人民银行颁布实施《大额存单管理暂行办法》，规定：
|  | 大额存单是指由银行业存款类金融机构面向非金融机构投资人发行的、以人民币计价的记账式大额存款凭证，是银行存款类金融产品，属一般性存款。 大额存单采用标准期限的产品形式。个人投资人认购大额存单起点金额不低于30万元，机构投资人认购大额存单起点金额不低于1000万元。大额存单期限包括1个月、3个月、6个月、9个月、1年、18个月、2年、3年和5年共9个品种。 |

并规定：大额存单可采用固定利率或浮动利率。付息方式分为到期一次还本付息和定期付息、到期还本。发行人于每期大额存单发行前在发行条款中明确是否允许转让、提前支取和赎回，以及相应的计息规则等。投资人购买大额存单遵循实名制规定。

## 台灣
大額定期性存款係指每筆存單金額達五百萬元（含）以上，惟不包含基層金融機構、中華郵政轉存款。